# Исус в исляма
Исус (на арабски: عيسى, Иса) е пророк в исляма и един от петте най-велики Божи пратеници заедно с Ной (Нух), Авраам (Ибрахим), Мойсей (Муса) и Мохамед. Мюсюлманите вярват, че Исус е Месията, че той ще се завърне (второто пришествие) и че ще убие Антихриста (ад-Даджал).

## История

### Произход
Мюсюлманите вярват, че Исус е заченат по чудотворен начин и няма баща, а само майка. Според Корана, Исус произхожда от знатния род на Имран. Неговата баба Хана молила Бог да я дари със син, който да посвети в служене в храма, но вместо това родила момиче – Дева Мария:
| “ | Когато жената на Имран рече: „Господи мой, посветих онова, което е в утробата ми, единствено на Теб да служи. Приеми го от мен! Наистина Ти си Всечуващия, Всезнаещия.“ И когато го роди, каза: „Господи, родих го женско.“ А Аллах най-добре знаеше какво е родила. Мъжкото не е като женското. „И я назовах Мариам. И Те моля да я закриляш от прокудения сатана заедно с потомството ѝ!“— превод Цветан Теофанов, I изд. | ” |

Но тъй като вече се била зарекла, оставила Дева Мария в храма, където тя живеела в една тайна стая, известна само на вуйчо ѝ Захария (Закария), който се грижел за нея. Веднъж както си седяла в стаята, ѝ се явил архангел Гавраил (Джибрил), който я известил, че ще роди син, въпреки че никога не е докосвана от мъж:
| “ | И спомени [о, Мухаммад] в Книгата Мариам, когато се уедини от своето семейство на едно място на изток. И се прикри от тях със завеса. И пратихме при нея Нашия Дух, който ѝ се представи като съвършен човек. Рече тя: „Всемилостивия да ме опази от теб! Ако си богобоязлив...“ Рече [Джибрил]: „Аз съм само пратеник на твоя Господ, за да те даря с пречисто момче.“ Рече: „Как ще имам момче, щом не ме е докосвал мъж и не съм блудница?“ Рече [ангелът]: “Тъй каза твоят Господ: „Това за Мен е лесно. И за да го сторим знамение за хората, и милост от Нас. Това е предрешено дело.“ И зачена го тя, и се уедини с него в отдалечено място.— превод Цветан Теофанов, I изд. | ” |

Когато наближило време да ражда, тя се усамотила под едно дърво, а след раждането хората я обвинили в блудство, при което тя оставила новородения Исус да потвърди, че е целомъдрена, което е и първото чудо на Исус:
| “ | И родилните болки я доведоха при ствола на палмата. Рече: „О, да бях умряла преди това и да бях напълно забравена!“ И бе призована изпод нея: “Да не тъжиш! Твоят Господ стори под теб ручей. И разклати към себе си ствола на палмата, за да се посипят свежи зрели фурми! И яж, и пий, и се радвай! И ако видиш някого от хората, направи знак: „Дадох на Всемилостивия обет да се въздържам, затова днес с никого не ще говоря.“ И отиде с него при своя народ, носейки го. Рекоха: „О, Мариам, ти стори нещо осъдително. О, сестро на Харун, баща ти не беше лош човек и майка ти не беше блудница.“ И посочи тя към него. Рекоха: „Как ще беседваме с дете в люлка?“ Рече то: „Раб съм на Аллах. Даде ми Той Писанието и ме стори пророк. И ме стори благословен, където и да се намирам, и ми повели да отслужвам молитвата, и да давам милостинята закат, докато съм жив. И да бъда нежен към своята майка. И не ме стори Той горделив, непокорен. И мир на мен в деня, в който съм роден, и в деня, когато ще умра, и в Деня, когато ще бъда възкресен!“— превод Цветан Теофанов, I изд. | ” |

### Пророческа мисия
Според Корана, на Исус било дадено писание – Инджил (Евангелие) посредством Светият Дух, който според мюсюлманите е архангел Гавраил. Но ислямските учени смятат, че днешните евангелия не са цялостното писание, което било низпослано на Исус. В Корана се говори и за чудесата, които Исус вършел:
| “ | Когато Аллах рече: “О, Иса, сине на Мариам, помни Моята благодат към теб и към майка ти, как те подкрепих със Светия дух, та с хората да говориш в люлката и като възрастен! И как те научих на книгата и на мъдростта, и на Тората, и на Евангелието. И ето, сътворяваш от глина образ на птица – с Моето позволение, и духваш в нея, и става птица – с Моето позволение. И изцеряваш слепия и прокажения – с Моето позволение. И ето, извеждаш мъртвите – с Моето позволение. И как възпрях от теб синовете на Исраил, когато им донесе ясните знаци. И рекоха неверниците измежду тях: „Това е само явна магия.“— превод Цветан Теофанов, I изд. | ” |

Мисията на Исус била да върне израилтяните на правия път, както и да оповести за идването на Мохамед:
| “ | И рече Иса, синът на Мариам: „О, синове на Исраил, аз съм пратеник на Аллах при вас, да потвърдя Тората преди мен и да благовестя за пратеник, който ще дойде след мен. Името му е Ахмад.“ А когато [Мухаммад] им донесе ясните знаци, рекоха: „Това е явна магия.“— превод Цветан Теофанов, I изд. | ” |

Освен горното знамение, ислямските учени посочват Матей 15:21 – 28 Архив на оригинала от 2007-10-27 в Wayback Machine. и Йоан 16:4 – 15 Архив на оригинала от 2010-05-26 в Wayback Machine. в подкрепа на това твърдение.

### Възнесение
След като юдейските първенци не приели Исус, те заговорничили и се опитали да го убият. Но Бог го спасил и възнесъл при Себе си:
| “ | и изричаха: „Ние убихме Месията Иса, сина на Мариам, пратеника на Аллах.“ – но не го убиха и не го разпнаха, а само им бе оприличен. И които бяха в разногласие за това, се съмняваха за него. Нямат знание за това, освен да следват предположението. Със сигурност не го убиха те.— превод Цветан Теофанов, I изд. | ” |

Ислямските учени не са единодушни как точно е бил спасен Исус. Двете основни тези са, че разпъването на кръста въобще не се е случило, а на хората им е било внушено; и че друг човек е бил разпънат на кръста вместо Исус – този, който го предал. След като мюсюлманите не вярват, че Исус е бил разпънат на кръста, те също така не вярват и в неговото възкресение.
След като Исус бил спасен от кръста, Бог го възнесъл при Себе си, където очаква Второто пришествие:
| “ | Когато Аллах рече: „О, Иса, Аз ще те прибера и ще те въздигна при Мен, и ще те пречистя от невярващите, и до Деня на възкресението ще сторя онези, които те последваха, над онези, които не повярваха. После при Мен ще се завърнете и ще отсъдя между вас в онова, по което сте били в разногласие.“— превод Цветан Теофанов, I изд. | ” |

### Завръщане
Мюсюлманите също така вярват, че Исус ще се завърне, когато наближи края на света. Според редица хадиси, Исус ще бъде спуснат на земята в Дамаск, в Джамията на Умаядите, на бялото ѝ минаре. Той ще бъде свален на крилете на два ангела. Исус няма да донесе нова книга и нов закон, а ще следва Корана. След като се завърне, всички юдеи и християни ще отхвърлят схващането за него като Божи Син, както и Светата троица и ще приемат исляма:
| “ | Сред хората на Писанието няма такъв, който да не повярва в него преди неговата смърт, а в Деня на възкресението той ще е свидетел против тях.— превод Цветан Теофанов, I изд. | ” |

След като Антихристът бъде победен, Исус ще живее нормален живот, след което ще умре и ще бъде погребан в джамията Масджид ал-Набауи в Медина до Мохамед, Абу Бакр и Омар.

## Същност
Мюсюлманите вярват, че Исус е просто човек без баща, сътворен по чудотворен начин така, както Адам е просто човек без майка и баща и както Ева е просто човек, сътворена от един мъж без жена. Коранът отхвърля твърдението, че Исус е Божи Син, както и твърдението за Светата троица:
| “ | И рекоха [неверниците]: „Всемилостивия се сдоби със син.“ Вие изрекохте нещо ужасно, от което небесата биха се разкъсали и земята – разцепила, и планините – сгромолясали в руини да приписват син на Всемилостивия! Не подобава на Всемилостивия да има син.— превод Цветан Теофанов, I изд. | ” |

| “ | Не подобава на Аллах да се сдобива със син. Пречист е Той! Щом реши нещо, Той само му казва: „Бъди!“ И то става. — превод Цветан Теофанов, I изд. | ” |

| “ | Примерът с Иса пред Аллах е като примера с Адам. Сътвори го Той от пръст, после му рече: „Бъди!“ И той стана.— превод Цветан Теофанов, I изд. | ” |

| “ | О, хора на Писанието, не прекалявайте в своята религия и говорете за Аллах само истината! Месията Иса, синът на Мариам, е само пратеник на Аллах и Негово Слово, което Той извести на Мариам, и дух от Него. И вярвайте в Аллах и в Неговите пратеници, и не казвайте: „Троица!“ Престанете! Това е най-доброто за вас. Аллах е единственият Бог. Пречист е Той, за да има рожба! Негово е всичко на небесата и всичко на земята. И достатъчен е Аллах за довереник.— превод Цветан Теофанов, I изд. | ” |

| “ | И когато Аллах рече: “О, Иса, сине на Мариам, ти ли каза на хората: „Приемете мен и майка ми за богове освен Аллах!“ Рече: “Пречист си Ти! Не ми подобава да казвам това, на което нямам право. Ако бях го казал, Ти щеше да знаеш това. Ти знаеш какво има в душата ми, но аз не зная какво има в Твоята душа. Ти си Всезнаещият неведомите неща.— превод Цветан Теофанов, I изд. | ” |